# Salwiusz (męczennik afrykański)
Salwiusz (zm. przed 430 w Kartaginie) – afrykański męczennik chrześcijański i święty Kościoła katolickiego.
Nie wiadomo, kiedy i gdzie dokładnie męczennik poniósł śmierć za wiarę. Donatyści mieli mu zawiesić martwe psy u szyi i bijąc kijami, zakatować na śmierć. Sławił go w dzień śmierci św. Augustyn z Hippony (zm. 430) wygłaszając mowę pochwalną do mieszkańców Kartaginy.
Wspomnienie liturgiczne św. Salwiusza w Kościele katolickim obchodzone jest 11 stycznia (za Calendarium Carthaginense).
Męczennik ten mylony jest często ze świętym biskupem z Amiens (zm. ok. 615).